# Carvin Nkanata
Carvin Nkanata (né le 6 mai 1991 en Caroline du Sud) est un athlète kényan, spécialiste du sprint. 

## Biographie
Né aux États-Unis, Carvin Nkanata est étudiant à l'université de Pittsburgh lorsqu'il réalise 20 s 32 aux championnats IC4A à Princeton (New Jersey), une compétition gérée par l'ECAC. C'est un record du Kenya qui efface les 20 s 43 de Joseph Gikonyo en 1991. Il termine septième des championnats NCAA, après avoir couru en 20 s 29 en séries, avec un vent trop favorable.
En avril 2014, pour sa dernière année à Pittsburgh, il bat son propre record en 20 s 17 à Knoxville (Tennessee). Il remporte ensuite les championnats ACC à Chapel Hill (Caroline du Nord).
Pour le Kenya il remporte la médaille de bronze du 200 m lors des championnats d'Afrique 2014 à Marrakech au Maroc, devancé par Wilfried Koffi et Isaac Makwala.
En 2015 il abaisse son record à 20 s 14 lors de la réunion de Clermont (Floride) et échoue en séries des championnats du monde de Pékin.

## Palmarès
| Date | Compétition            | Lieu      | Résultat | Épreuve   | Temps         |
| ---- | ---------------------- | --------- | -------- | --------- | ------------- |
| 2014 | Relais mondiaux        | Nassau    | 5e       | 4 × 200 m | 1 min 22 s 35 |
| 2014 | Championnats d'Afrique | Marrakech | 3e       | 200 m     | 20 s 53       |

### Records
| Épreuve | Performance  | Lieu     | Date          |
| ------- | ------------ | -------- | ------------- |
| 200 m   | 20 s 14 (NR) | Clermont | 18 avril 2015 |